# 维珀菲尔特
维珀菲尔特（德語：Wipperfürth，發音：[ˈvɪpɐˌfʏʁt] ⓘ）是德国北莱茵-威斯特法伦州科隆行政区上贝格县的城市，面积118.3平方千米，2023年12月31日人口为21,059人。

## 友好城市
- 法國 叙热尔（1988年）